# Usine Toyota d'Onnaing
L'usine Toyota d'Onnaing, également appelée Toyota Motor Manufacturing France ou TMMF, est le site français de construction automobile de l'entreprise japonaise Toyota. Elle est située sur le territoire de la commune d'Onnaing, près de la ville de Valenciennes, dans le département du Nord, en région Hauts-de-France. 
L'usine est spécialisée dans la production des Yaris, Yaris Cross et Mazda 2 Hybrid. Elle est la première usine automobile de France en 2022.

## Histoire
La production démarre le 31 janvier 2001, après une construction qui, commencée en 1999, dura 23 mois ; l'inauguration officielle a lieu en janvier 2001,. 
Les pare-chocs des véhicules sont fournis par Toyota Boshoku France, implanté sur la même zone industrielle, tandis que les kits de sièges le sont par Toyota Boshoku Somain, une usine implantée à une trentaine de kilomètres par la route.
En décembre 2006, la production totale de TMMF se monte à 1 million d’exemplaires, puis le site atteint le cap des 3 millions d'exemplaires en 2016. Cette production est destinée aux pays de l'Europe entière, ainsi qu'à la Turquie et Israël; entre 2013 et 2019, elle est également exportée aux États-Unis, à Porto Rico et au Canada.
En décembre 2020, la barre des 4 millions d'unités produites est dépassée.
Le site produit le modèle Yaris de la marque Toyota et emploie 5 000 personnes début 2021. En 2020, il est annoncé 50% de la production est constitué de véhicules hybrides et ce chiffre atteint les 80% l'année suivante.
Dès le printemps 2021, TMMF fabrique pour la première fois un second modèle avec l'arrivée sur les chaînes de montage du crossover citadin Yaris Cross, qui est censé permettre à l'usine de passer la barre des 300 000 véhicules produits par an.
En novembre 2021, la production de la Yaris berline à Onnaing est diminuée car elle est désormais répartie entre TMMF et Toyota Motor Manufacturing Czech Republic (TMMCZ) pour faire de la place au nouveau venu, le Yaris Cross.
Dès décembre 2021, l'usine TMMF fabrique pour la toute première fois un modèle d'une autre marque que Toyota, une Mazda. Il s'agit de la quatrième génération de Mazda 2, qui est une simple Toyota Yaris IV hybride sommairement rebadgée.
En 2022, elle devient la première usine automobile de France avec 255 936 véhicules produits, 279 613 véhicules, des Yaris IV et des Yaris Cross, sont produits en 2024, les Yaris Cross représentent 206 679 véhicules, et 98,2 % sont hybrides.

## Données financières
Évolution du chiffre d'affaires 

2 529 334 034 € (2017)
2 701 239 599 € (2018)
2 879 848 076 € (2019)
2 450 013 446 € (2020)
2 587 033 919 € (2021)
3 057 095 226 € (2022)
4 472 264 227 € (2023)
4 962 084 189 € (2024)
Évolution du résultat net 

## Modèles produits

### Anciens modèles
- Toyota Yaris I (de janvier 2001 à 2005)[9],[16]
- Toyota Yaris II (de novembre 2005 à 2011)[17]
- Toyota Yaris III (de 2011 (thermique) et 2012 (hybride) à juin 2020)[18],[19],[20]
- Daihatsu Charade (2011-2013)[réf. souhaitée]

### Modèles actuels
- Toyota Yaris IV (depuis juillet 2020)[21]
- Toyota Yaris Cross (depuis avril 2021)[22]
- Mazda 2 IV (depuis décembre 2021)[11]